# 許守恩
許守恩（1548年—？），字君賜，號诚斋，陝西西安府涇陽縣人，匠籍，明朝政治人物。

## 生平
隆庆四年（1570年）庚午科陝西鄉試第十七名，萬曆八年（1580年）庚辰科會試第一百二十名，登三甲第一百二十九名進士。刑部觀政，本年授邹县知县，十四年选授河南道試監察御史，十五年巡按辽东，十六年出为河南按察司佥事，十八年七月升四川右参议兼佥事、威茂兵备，十九年六月为巡抚李尚思弹劾，被降职调任。二十年以原官调补山东整饬霸州兵备参议兼佥事，次年丁憂歸。升天津兵备副使，二十七年以東征朝鲜事下刑部监狱，遣戍边卫。

## 家族
曾祖許聰；祖父許廷章；父許朝陽。母武氏。慈侍下。兄守忠。弟守恕、守憲。